# Trace (album)
Trace je debitantski studijski album nizozemske skupine Trace. Album vsebuje predelave nekaterih klasičnih skladb in avtorske skladbe.

## Seznam skladb
Vsi aranžmaji so delo Ricka van der Lindna.
| A stran | A stran                                         | A stran |
| Št.     | Naslov                                          | Dolžina |
| ------- | ----------------------------------------------- | ------- |
| 1.      | „Gaillarde‟ (Johann Sebastian Bach)             | 6:07    |
| 2.      | „Gare le Corbeau‟ (Jaap van Eik)                | 2:02    |
| 3.      | „Gaillarde‟ (Johann Sebastian Bach)             | 4:55    |
| 4.      | „The Death of Ace‟ (Edvard Grieg)               | 5:13    |
| 5.      | „The Escape of the Piper‟ (Rick van der Linden) | 3:08    |
| 6.      | „Once‟ (Rick van der Linden)                    | 4:11    |

| B stran | B stran                                 | B stran |
| Št.     | Naslov                                  | Dolžina |
| ------- | --------------------------------------- | ------- |
| 1.      | „Progression‟ (Rick van der Linden)     | 12:02   |
| 2.      | „A Memory‟ (Rick van der Linden)        | 3:54    |
| 3.      | „The Lost Past‟ (Pierre van der Linden) | 3:27    |
| 4.      | „A Memory‟ (Rick van der Linden)        | 1:40    |
| 5.      | „Final Trace‟ (Rick van der Linden)     | 3:50    |

## Zasedba
Trace
- Rick van der Linden – klaviature
- Pierre van der Linden – bobni
- Jaap van Eik – bas kitara, kitara